# Cyrnus lusitanus
Cyrnus lusitanus är en nattsländeart som beskrevs av Navás 1934. Cyrnus lusitanus ingår i släktet Cyrnus och familjen fångstnätnattsländor. Inga underarter finns listade i Catalogue of Life.